# Rezolucija Vijeća sigurnosti UN-a 1147
Rezolucijom Vijeća sigurnosti UN-a 1147, jednoglasno usvojenom 13. siječnja 1998., nakon podsjećanja na prethodne rezolucije o Hrvatskoj uključujući rezolucije 779 (1992.), 981 (1995.), 1025 (1995.), 1038 (1996.), 1066 (1996.), 1093 (1997.) i 1119 (1997.), Vijeće je ovlastilo Promatračku misiju Ujedinjenih naroda na Prevlaci (UNMOP) da nastavi nadzirati demilitarizaciju na području poluotoka Prevlake u Hrvatskoj do 15. srpnja 1998.
Vijeće je pozdravilo napredak Hrvatske i Savezne Republike Jugoslavije (Srbije i Crne Gore) u usvajanju praktičnih prijedloga koje su predložili vojni promatrači Ujedinjenih naroda u svibnju 1996. kako bi se smanjile napetosti i poboljšala sigurnost i sigurnost u području uz rješavanje spor na Prevlaci. Postojala je zabrinutost zbog dugogodišnjih kršenja režima demilitarizacije, ali je napomenuto da su se ona događala rjeđe. Prisutnost vojnih promatrača Ujedinjenih naroda ostala je ključna za pregovore.
Strane su pozvane da u potpunosti provedu sporazum o normalizaciji međusobnih odnosa, suzdrže se od nasilja i osiguraju slobodu kretanja promatračima Ujedinjenih naroda. Od glavnog tajnika Kofija Annana zatraženo je da do 5. srpnja 1998. izvijesti Vijeće o situaciji u pogledu napretka prema mirnom rješenju spora između dviju zemalja. Konačno, Stabilizacijske snage, ovlaštene Rezolucijom 1088 (1996.), morale su surađivati s UNMOP-om.

## Vanjske poveznice
| Wikizvor | Engleski Wikizvor ima izvorni tekst na temu: United Nations Security Council Resolution 1147 |

- Text of the Resolution at undocs.org